# Соловей Юрій Ігорович
Юрій Ігорович Соловей (нар. 13 липня 1978, Івано-Франківськ) — український політик. Народний депутат України 8-го скликання.

## Освіта
У 2001 році закінчив Івано-Франківський національний технічний університет нафти і газу, факультет нафтогазопроводів, спеціальність «Автомобілі та автомобільне господарство». У 2004 році у тому ж університеті здобув кваліфікацію магістра державного управління. Учасник програми обміну досвідом державних службовців у США, де перебував з метою вивчення передового досвіду державного управління у сфері «Інфраструктурний менеджмент».

## Кар'єра
- 2001–2002 — комерційний директор ПП «Весна-телерадіосервіс».
- 2002–2006 — начальник Управління соціально-економічного розвитку Івано-Франківського міськвиконкому.
- 2006–2009 — фінансовий директор ПП «Весна-телерадіосервіс».
- 2009–2010 — фінансовий директор ПП «Парк готель».
- З 2010 — голова Правління Івано-Франківської обласної організації громадян «Громадський форум Івано-Франківська».

## Політична діяльність
Депутат Івано-Франківської міської ради.
З 27 листопада 2014 року народний депутат України VIII скликання. Обраний по виборчому округу 89 Івано-Франківської області. Член депутатської фракції партії «Блок Петра Порошенка».

## Особисте життя
Народився в сім'ї інженерів. Одружений, має трьох дочок.